# عملة زمنية
العملة الزمنية هي عملة بديلة تستعمل في نظام للمبادلة تكون وحدة الأجر فيه هي الساعة أو غيرها من الوحدات الزمنية.